# Govi-Altai
Pour les articles homonymes, voir Govi et Altaï (homonymie).
L'aïmag du Gobi-Altaï, transcrit Govi-Altay (en mongol : Говь-Алтай аймаг) est une des 21 provinces de Mongolie. Elle est située au sud-ouest du pays. Sa capitale est Altay.
Le Erdeni Chuluuta Uula est une montagne de cet Aïmag dont le sommet atteint 2 399 mètres.

## Subdivisions administratives

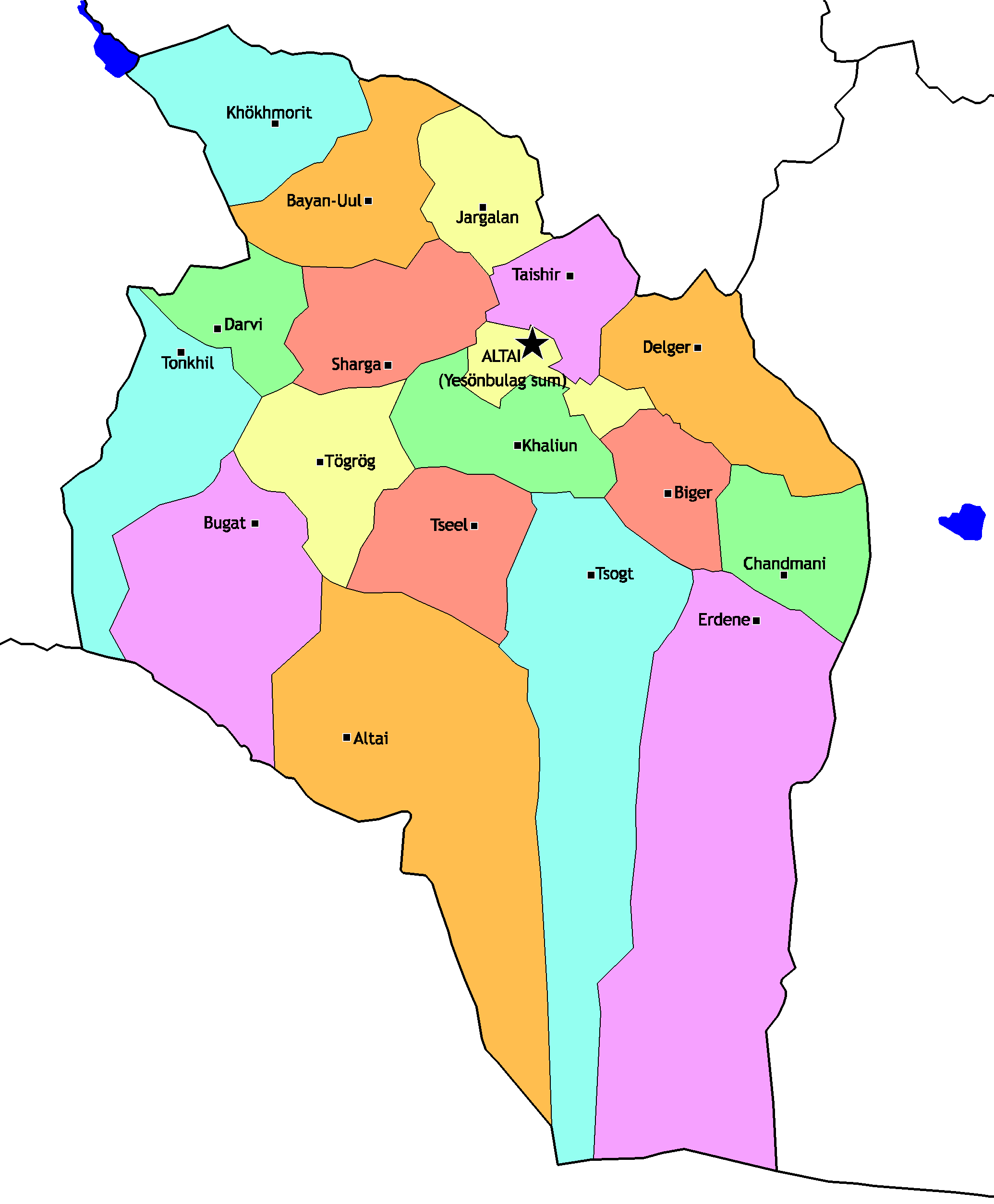
Carte administrative.

- Altai ou Altay (capitale)
- Bayan-Uul
- Biger
- Bugat
- Chandmani
- Dariv
- Delger
- Erdene
- Hariun
- Höhmorit
- Jargalan
- Sharga
- Tayshir
- Tögrög
- Tonhil
- Tseel
- Tsogt
- Yösönbulag